# Ceratomontia werneri
Ceratomontia werneri is een hooiwagen uit de familie Triaenonychidae.